# Zákupy
Zákupy är en stad i Tjeckien. Den är belägen i den norra delen av landet, 70 km norr om huvudstaden Prag. Zákupy ligger 272 meter över havet och antalet invånare är 2 855.